# Fossalta di Portogruaro

Ubicación del municipio de Fossalta di Portogruaro en el Venecia.

Fossalta di Portogruaro es una localidad italiana de la provincia de Venecia, región de Véneto, con 6.024 habitantes.

## Evolución demográfica
| Gráfica de evolución demográfica de Fossalta di Portogruaro entre 1861 y 2001 |
|                                                                               |
| Fuente ISTAT - elaboración gráfica de Wikipedia                               |